# SLC (689 m Standard)
SLC (689 m Standard) ist eine standardisierte Ausführung des Achterbahnmodells Suspended Looping Coaster (kurz SLC) des niederländischen Herstellers Vekoma. Die zu den Inverted Coastern zählenden Achterbahnen weisen untereinander die gleiche Streckenführung auf, sind aber häufig unterschiedlich lackiert und thematisiert. Mit 27 Auslieferungen in dieser Bauart sind die meisten der insgesamt 42 SLCs vom Typ SLC (689 m Standard).

## Streckenführung

Layout eines Suspended Looping Coaster 689 m Standard

Die SLC (689 m Standard) wird durch einen 33,3 m hohen Kettenlifthill angetrieben und erreicht eine Höchstgeschwindigkeit von 80 km/h. Die Strecke ist die namensgebenden 689 m lang und enthält fünf Inversionen in Form der Elemente Roll-over, Sidewinder und doppelter Inline-Twist.

## Liste von Achterbahnen des TypsSLC (689m Standard)
| Achterbahn                                         | Betreiber                                                        | Land                      | Eröffnung                              | Schließung                    |
| -------------------------------------------------- | ---------------------------------------------------------------- | ------------------------- | -------------------------------------- | ----------------------------- |
| Batman The Ride                                    | Six Flags México                                                 | Mexiko                    | 14. April 2000                         |                               |
| Death Rail                                         | Al Zawraa Land                                                   | Irak                      | 2015                                   |                               |
| Desafío                                            | Parque de la Costa                                               | Argentinien               | 1999                                   |                               |
| Ednör - L’Attaque unbekannter Name Serial Thriller | La Ronde Great Escape & Splashwater Kingdom Six Flags AstroWorld | Kanada Vereinigte Staaten | 15. Mai 2010 nie eröffnet 29. Mai 1999 | nie eröffnet 30. Oktober 2005 |
| F2 Fright Flight                                   | Nasu Highland Park                                               | Japan                     | 1995                                   |                               |
| Firewhip Blackout                                  | Beto Carrero World Suzuka Circuit                                | Brasilien Japan           | 28. Dezember 2008 1995                 | 2007                          |
| Flight Deck                                        | Canada’s Wonderland                                              | Kanada                    | 1995                                   |                               |
| Gauntlet                                           | Magic Springs & Crystal Falls                                    | Vereinigte Staaten        | 10. April 2004                         |                               |
| Hurricane                                          | Rusutsu Resort                                                   | Japan                     | 1995                                   |                               |
| Infusion Traumatizer                               | Blackpool Pleasure Beach Pleasureland Southport                  | Vereinigtes Königreich    | 2. Mai 2007 1999                       | 5. September 2006             |
| Iron Claw                                          | Movie Park Germany                                               | Deutschland               | 6. April 2001                          |                               |
| Kong Hangman                                       | Six Flags Discovery Kingdom Opryland USA                         | Vereinigte Staaten        | Mai 1998 1. Mai 1995                   | 1997                          |
| Kumba                                              | Superland                                                        | Israel                    | 16. Juni 2001                          |                               |
| Mayan Adventure                                    | Formosan Aboriginal Culture Village                              | Taiwan                    | 1997                                   |                               |
| Mind Eraser                                        | Six Flags Darien Lake                                            | Vereinigte Staaten        | 17. Mai 1997                           |                               |
| Mind Eraser                                        | Elitch Gardens                                                   | Vereinigte Staaten        | 2. Juni 1997                           |                               |
| Mind Eraser                                        | Six Flags New England                                            | Vereinigte Staaten        | 24. Mai 1997                           |                               |
| Nio                                                | Greenland                                                        | Japan                     | 1997                                   |                               |
| Professor Screamore's SkyWinder                    | Six Flags America                                                | Vereinigte Staaten        | 20. Mai 1995                           |                               |
| Queen Cobra                                        | Asia Park                                                        | Vietnam                   | 27. Januar 2017                        |                               |
| Raptor Dream Thunder                               | Fantasilandia International Dream Exchange Fair                  | Chile Japan               | 23. Dezember 2008 1997                 | 1997                          |
| Roller Coaster Mayan                               | Energylandia                                                     | Polen                     | 12. September 2015                     |                               |
| Thunderhawk                                        | Michigan’s Adventure Geauga Lake & Wildwater Kingdom             | Vereinigte Staaten        | 17. Mai 2008 1998                      | 16. September 2007            |
| Titánide                                           | Terra Mítica                                                     | Spanien                   | 15. März 2003                          |                               |
| Toxic Garden                                       | Heide-Park                                                       | Deutschland               | 1999                                   |                               |
| Twisted Typhoon                                    | Wild Adventures                                                  | Vereinigte Staaten        | 8. Mai 1999                            |                               |
| Vampire                                            | Walibi Belgium                                                   | Belgien                   | 1999                                   |                               |

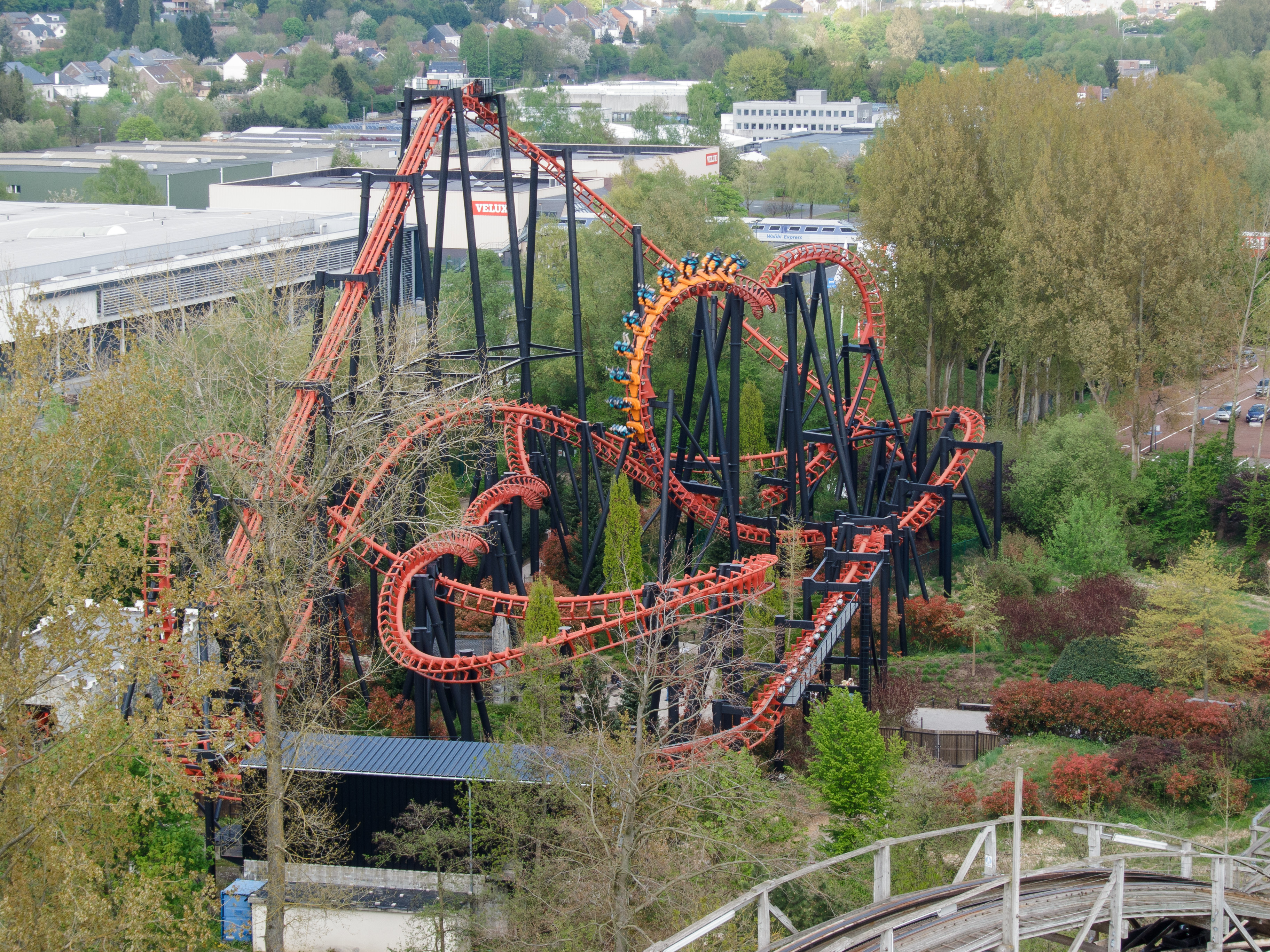
Vampire im Walibi Belgium